# Hàixim ibn Utba
Abu-Úmar Hàixim ibn Utba ibn Abi-Wakkàs az-Zuhrí (àrab: ابو عمر هاشم بن عتبة بن أبي وقاص الزهري, Abū Hāxim ibn ʿUtba ibn Abī Waqqāṣ az-Zuhrī), més conegut simplement com a Hàixim ibn Utba, fou un compàny del profeta Muhàmmad.
Es va convertir a l'islam quan fou conquerida la Meca. Va perdre un ull a la batalla del Yarmuk, en la qual va destacar; va exercir diversos comandaments militars a les ordes del seu oncle Sad ibn Abi-Wakkàs, especialment a les batalles d'al-Qadisiyya i Jalula. Va donar suport a Alí ibn Abi-Tàlib i va morir al seu servei a la batalla de Siffín.